# Adam Idah
Adam Idah, né le 11 février 2001 à Cork en Irlande, est un footballeur international irlandais qui évolue au poste d'avant-centre au Celtic Glasgow.

## Biographie

### Carrière

#### Norwich City
Adam Idah commence le football en Irlande, au College Corinthians et rejoint le centre de formation de Norwich City en juillet 2017. En mars 2018 le jeune attaquant suscite l'intérêt de José Mourinho, alors entraîneur de Manchester United, l'Irlandais est notamment comparé à Zlatan Ibrahimović,. Idah se fait remarquer avec les moins de 18 ans de Norwich en inscrivant un triplé contre Barnsley FC et réalise la même performance contre Tottenham Hotspur en coupe d'Angleterre de cette catégorie. Grâce à ses prestations lors de la saison 2017-2018 il est récompensé en étant élu joueur de l'année U18 et joueur de l'année de l'Académie de Norwich.
Le 4 juillet 2019 Idah signe un nouveau contrat avec Norwich City, qui le lie au club jusqu'en juin 2023 et est intégré au groupe professionnel.
Le 4 janvier 2020 Adam Idah fait parler de lui lors d'un match de coupe d'Angleterre face à Preston North End. Titulaire lors de cette rencontre il contribue grandement à la victoire de son équipe en réalisant un triplé et Norwich s'impose par quatre buts à deux.
Le 15 janvier 2022, Adam Idah inscrit son premier but en Premier League lors d'une rencontre face à l'Everton FC. Titularisé, il participe ce jour-là à la victoire de son équipe (2-1 score final),.

#### Celtic Glasgow
Le 1er février 2024, Adam Idah rejoint le Celtic Glasgow sous la forme d'un prêt jusqu'à la fin de la saison.
Idah marque ses deux premiers buts pour le Celtic le 7 février 2024, contre le Hibernian FC, en championnat. Titulaire, il marque à deux reprises sur penalty et permet aux siens de s'imposer (1-2 score final).
En août 2024, Idah rejoint définitivement le Celtic, signant un contrat de cinq ans, soit jusqu'en juin 2029.
Idah se fait remarquer le 29 janvier 2025 en réalisant un doublé en Ligue des champions face à Aston Villa. Il ne permet toutefois pas à son équipe de ramener un résultat puisque le Celtic est battu par quatre buts à deux ce jour-là,.

#### En sélection
Joueur prolifique avec les sélections de jeunes d'Irlande — Adam Idah est notamment le meilleur marqueur de tous les temps avec les moins de 17 ans — il se fait remarquer en inscrivant un triplé contre l'Azerbaïdjan le 10 octobre 2017, contribuant à la large victoire des siens (6-0). Avec les moins de 18 ans il se distingue en novembre 2018 face aux Pays-Bas en donnant la victoire à son équipe (1-0).
Il joue son premier match avec les espoirs le 24 mars 2019, en amical contre le Luxembourg. Il se met en évidence lors de cette rencontre en inscrivant un doublé, contribuant à la victoire de son équipe (3-0).
En janvier 2020 Mick McCarthy, le sélectionneur de l'équipe d'Irlande déclare que Idah serait proche d'être appelé avec les A au vu de ses performances en club. Une tendance qui se confirme puisque avec la nomination de Stephen Kenny au poste de sélectionneur Idah est pressenti pour intégrer l'équipe A.
Le 3 septembre 2020, il honore sa première sélection avec l'équipe d'Irlande à l'occasion d'un match de Ligue des nations contre la Bulgarie. Il est titularisé à la pointe de l'attaque irlandaise et remplacé à la 77e minute de jeu par Shane Long. Les deux équipes se neutralisent ce jour-là (1-1).

## Vie personnelle
Né à Cork, en Irlande, d'un père nigérian et d'une mère irlandaise, Adam a très tot été attiré par de nombreux sports. Sous l'influence de son grand-père Kevin Hayes, il a notamment pratiqué le football gaélique et le hurling, avant de définitivement se concentrer sur le football, à son arrivée en Angleterre.

## Statistiques

### En club
| Saison                | Club                  | Championnat           | Championnat | Championnat | Coupe nationale | Coupe nationale | Coupe de la Ligue | Coupe de la Ligue | Compétition(s) continentale(s) | Compétition(s) continentale(s) | Compétition(s) continentale(s) | Total | Total |
| Saison                | Club                  | Division              | M.          | B.          | M.              | B.              | M.                | B.                | Comp.                          | M.                             | B.                             | M.    | B.    |
| 2019-2020             | Norwich City          | Premier League        | 12          | 0           | 3               | 3               | 1                 | 0                 | -                              | -                              | -                              | 16    | 3     |
| 2020-2021             | Norwich City          | Championship          | 17          | 3           | -               | -               | -                 | -                 | -                              | -                              | -                              | 17    | 3     |
| 2021-2022             | Norwich City          | Premier League        | 17          | 1           | 2               | 0               | 2                 | 0                 | -                              | -                              | -                              | 21    | 1     |
| 2022-2023             | Norwich City          | Championship          | 24          | 2           | 1               | 0               | 1                 | 1                 | -                              | -                              | -                              | 26    | 3     |
| 2023-2024             | Norwich City          | Championship          | 28          | 6           | 3               | 1               | 3                 | 0                 | -                              | -                              | -                              | 34    | 7     |
| Sous-total            | Sous-total            | Sous-total            | 98          | 12          | 9               | 4               | 7                 | 1                 | -                              | -                              | -                              | 114   | 17    |
| 2023-2024             | Celtic FC (prêt)      | Premiership           | 8           | 5           | 2               | 0               | -                 | -                 | -                              | -                              | -                              | 10    | 5     |
| Total sur la carrière | Total sur la carrière | Total sur la carrière | 106         | 17          | 11              | 4               | 7                 | 1                 | -                              | -                              | -                              | 124   | 22    |

### En sélection nationale
| Saison                | Sélection             | Phases finales        | Phases finales | Phases finales | Phases finales | Éliminatoires | Éliminatoires | Éliminatoires | Matchs amicaux | Matchs amicaux | Matchs amicaux | Total | Total | Total |
| Saison                | Sélection             | Compétition           | M              | B              | Pd             | M             | B             | Pd            | M              | B              | Pd             | M     | B     | Pd    |
| --------------------- | --------------------- | --------------------- | -------------- | -------------- | -------------- | ------------- | ------------- | ------------- | -------------- | -------------- | -------------- | ----- | ----- | ----- |
| 2020-2021             | Irlande               | Ligue des nations     | 4              | 0              | 0              | -             | -             | -             | 1              | 0              | 0              | 5     | 0     | 0     |
| Total sur la carrière | Total sur la carrière | Total sur la carrière | 4              | 0              | 0              | -             | -             | -             | 1              | 0              | 0              | 5     | 0     | 0     |

## Palmarès

### En club
- Norwich City
  - Champion d'Angleterre de D2 en 2021.

- Celtic FC
  - Champion d'Écosse en 2024 et 2025
  - Vainqueur de la Coupe de la Ligue écossaise de football en 2024
  - Finaliste de la Coupe d'Écosse en 2025